# Palacio del Cordón

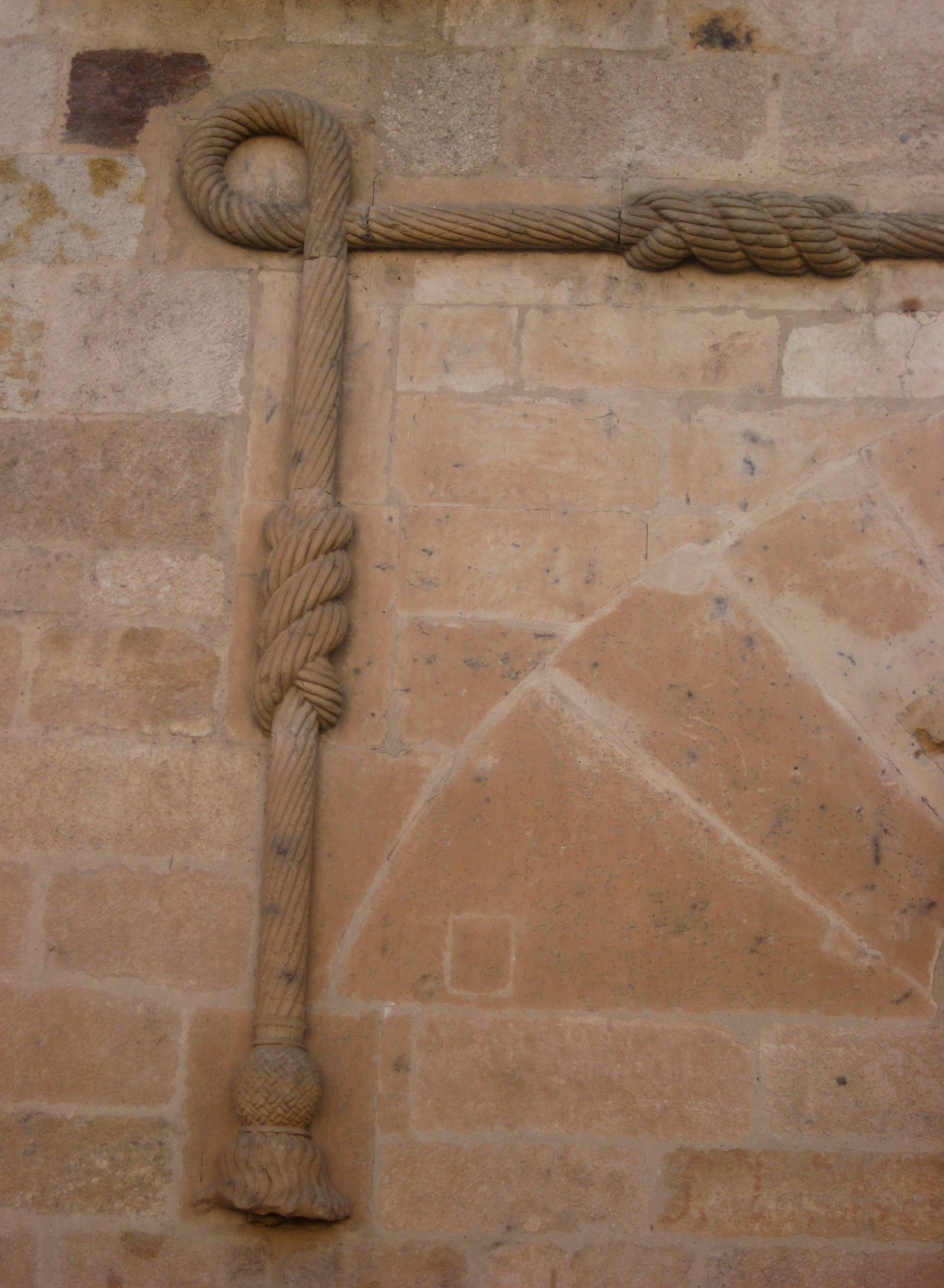
Detalle de la fachada con el cordón franciscano que da nombre al palacio.

El palacio del Cordón (denominado también palacio de Puñonrostro) es un edificio ubicado en la ciudad de Zamora (España) (plaza de Santa Lucía), característico por ser uno de los pocos ejemplos de la arquitectura señorial civil de la ciudad de Zamora del siglo XVI. En su fachada sobresale una chambrana con forma de cordón franciscano que se talló sobre la piedra y en el que se resguardan las armas de sus fundadores. Este motivo ornamental en la fachada es el que proporciona la denominación popular del cordón.

## Ubicación
Se encuentra situado en la zona de los “barrios bajos”, dentro del tercer recinto amurallado de la ciudad medieval en la denominada “Puebla del Valle” y junto al emblemático puente de Piedra, este edificio configura uno de los espacios de mayor identidad urbana de la ciudad, como es la plaza de santa Lucía, nombre que recibe de la iglesia aneja con esta advocación.

## Descripción
El antiguo palacio ha sido documentado a través de las diversas excavaciones arqueológicas. De él queda en pie su fachada, construida en sillería con la característica piedra zamorana, y en la que aún se pueden observar algunas de las marcas originales de cantería. En ella destaca su portada con un arco de medio punto hecho con dovelas de amplias dimensiones que posteriormente fueron recortadas para acoger un vano adintelado. Esta portada está enmarcada por una chambrana formada por un cordón anudado de tipo franciscano que da nombre al edificio y que acoge el escudo de armas de los Puñonrostro y sobre él, el de los marqueses de Maenza. En la esquina de la fachada se encuentra una ventana ajimezada, cuyo interior es un cortejador. En el remate de cornisa se encuentran veneras y gárgolas zoomorfas con las que se rompe la sobriedad compositiva del conjunto.

## Estado actual
El edificio fue rehabilitado en 1998 para contener el Museo de Zamora, según proyecto Luis Moreno Mansilla y Emilio Tuñón Álvarez (Mansilla + Tuñón Arquitectos) con unos criterios totalmente actuales, para cobijar la historia de la provincia de Zamora y de la ciudad desde tiempos pretéritos. Como edificio subsidiario de éste, está la cercana iglesia de santa Lucía, rehabilitada como almacén visitable del mismo museo.